# Cinturón de seguridad

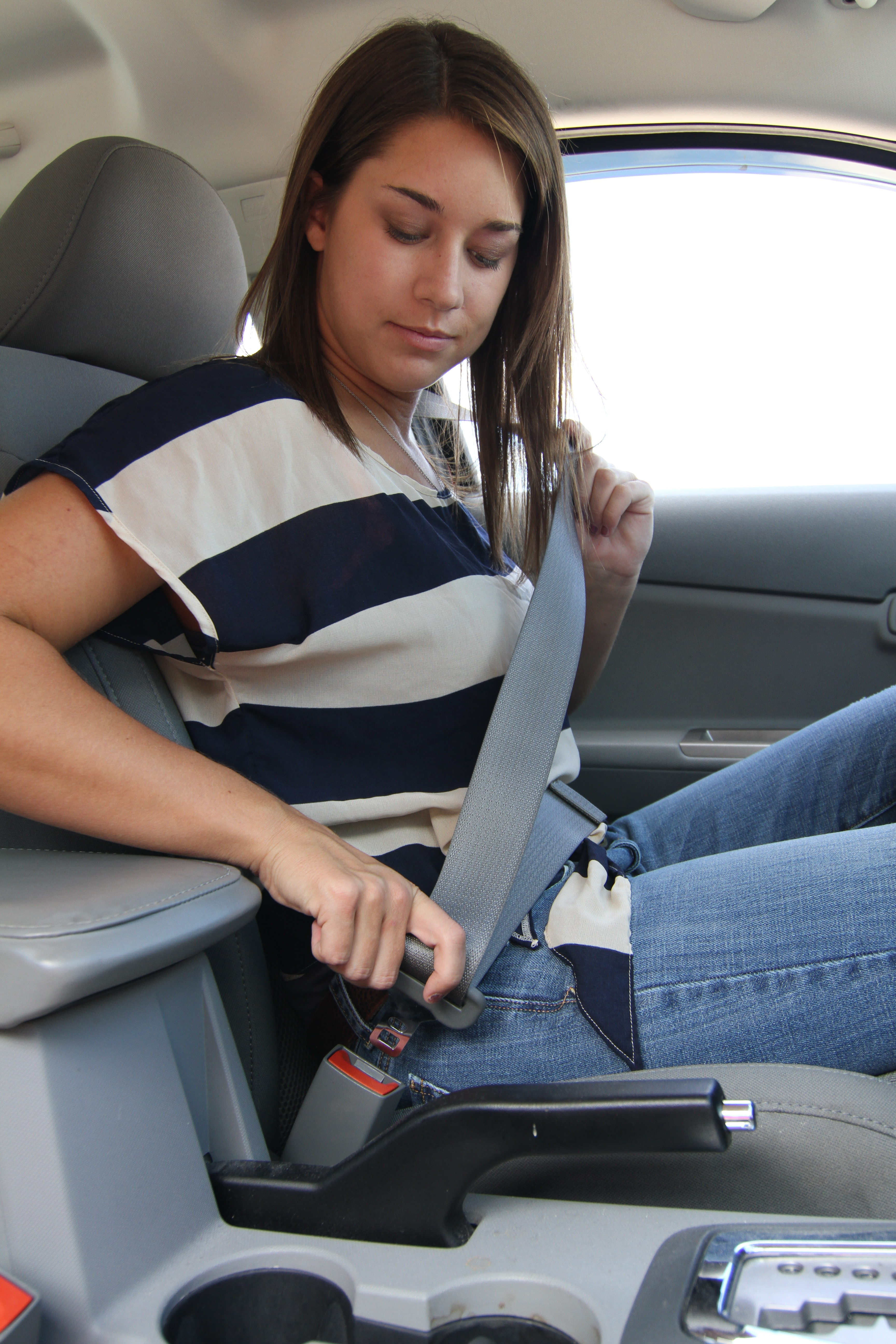
Mujer abrochando el cinturón de seguridad en un turismo.

Un cinturón de seguridad o un cinto es un arnés diseñado para sujetar y mantener en su asiento a un ocupante de un vehículo si ocurre un accidente. Estos cinturones  comenzaron a utilizarse en aeronaves en la década de 1930 y, tras años de polémica,[cita requerida] su uso en automóviles es actualmente obligatorio en muchos países. El cinturón de seguridad está considerado como el sistema de seguridad pasiva más efectivo jamás inventado, incluida la bolsa de aire, la carrocería deformable o cualquier adelanto técnico de hoy en día.
El objetivo de los cinturones de seguridad es minimizar las heridas en una colisión y otros accidentes, impidiendo que el pasajero se golpee con los elementos duros del interior o contra las personas en la fila de asientos anterior o que sea arrojado fuera del vehículo. En los aviones se usa para evitar que el pasajero salga expedido del asiento en el momento del despegue y aterrizaje, si bien en los vuelos interiores suele permanecer abrochado durante todo el trayecto.
Actualmente los cinturones de seguridad poseen tensores que aseguran el cuerpo en el momento del impacto mediante un resorte o una explosión (tensor pirotécnico). El cinturón se debe colocar lo más pegado posible al cuerpo, plano y sin nudos o dobleces. Los pilotos de competición llevan los arneses bastante apretados, pero no se considera necesario en un coche de calle.
El cinturón de las caderas debe estar situado por delante de las crestas ilíacas, los huesos que sobresalen en las caderas. Esto es para que sujete al cuerpo contra un hueso duro y no contra el abdomen blando. En el caso de las mujeres embarazadas, se vende un accesorio para asegurarse que el cinturón queda debajo del abdomen. Se engancha entre las piernas a la banda de la cintura y por debajo del asiento.

## Historia

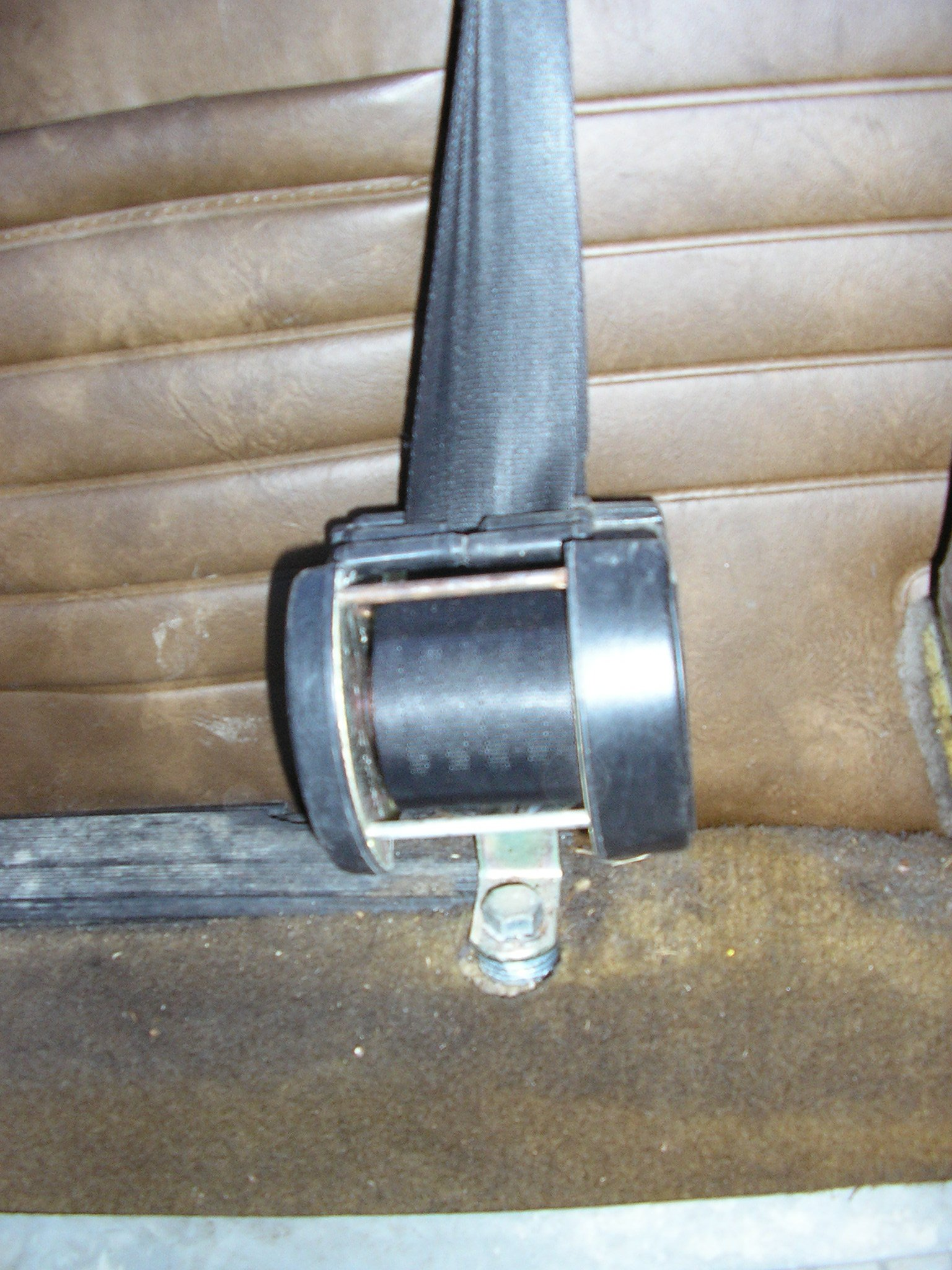
El carrete inercial permite el desenrollado lento, pero se bloquea en caso de un tirón brusco, como el que sucede en caso de colisión

El primer registro de utilización de cinturones de seguridad en un automóvil data de fines de la década de 1940, cuando en 1948 el industrial estadounidense Preston Tucker intentó revolucionar el sistema de seguridad del automóvil (y en sí todo el estándar de producción vehículos), al presentar el cinturón de seguridad como una opción para solucionar las muertes por accidentes viales ocurridas por la falta de este elemento. Esta innovación fue presentada en el único modelo que llegara a producir, el Tucker Torpedo. Para ello, Tucker se basó en el sistema de seguridad de los aviones de combate de la Segunda Guerra Mundial. A pesar de haber logrado su cometido de producir un pequeño inventario de 50 unidades de su coche, una serie de trabas impuestas por organismos que regulaban la industria norteamericana del automóvil hicieron cerrar su fábrica y con ello, la idea de producción en masa de este coche. A pesar de ello, Tucker había logrado su cometido de insertar la temática de la seguridad de los ocupantes, a la hora de desarrollar y fabricar un automóvil. Además de los cinturones de seguridad, el Tucker '48 presentaba elementos de seguridad considerados de avanzada para su época, como ser el uso de vidrios laminados y defensas acolchonadas en el salpicadero.
La idea de Tucker fue reciclada en 1956, cuando Ford presentó al cinturón de seguridad como opción de equipamiento, dentro del paquete de seguridad SafeGuard. Robert McNamara fue el directivo de Ford que impulsó el montaje de los cinturones, así como otras medidas de seguridad tales como los salpicaderos acolchados. Un relato de estos hechos se recoge en el documental The Fog of War.
El primer cinturón de seguridad montado de serie como equipamiento estándar en vehículos de producción masiva se montó en el Volvo Amazon de 1959. Este vehículo ya montaba un cinturón de tres puntos.
Fue el ingeniero de Volvo Nils Bohlin quien inventó y patentó el cinturón de tres puntos, que se convertiría en la norma prácticamente universal para automóviles de cualquier tipo. Volvo liberó la patente, para que todos los demás fabricantes pudiesen copiar el diseño.
Otras mejoras posteriores:
- Introducción del carrete inercial, que permite desenrollar el cinturón en el caso de movimientos lentos, pero lo bloquea en el caso de movimientos bruscos.
- Introducción de los pretensores pirotécnicos, que ajustan el cinturón en caso de colisión mediante la energía liberada por una pequeña carga explosiva. También ha habido pretensores mecánicos (sistema Procon-ten).

## Tipos de cinturones de seguridad

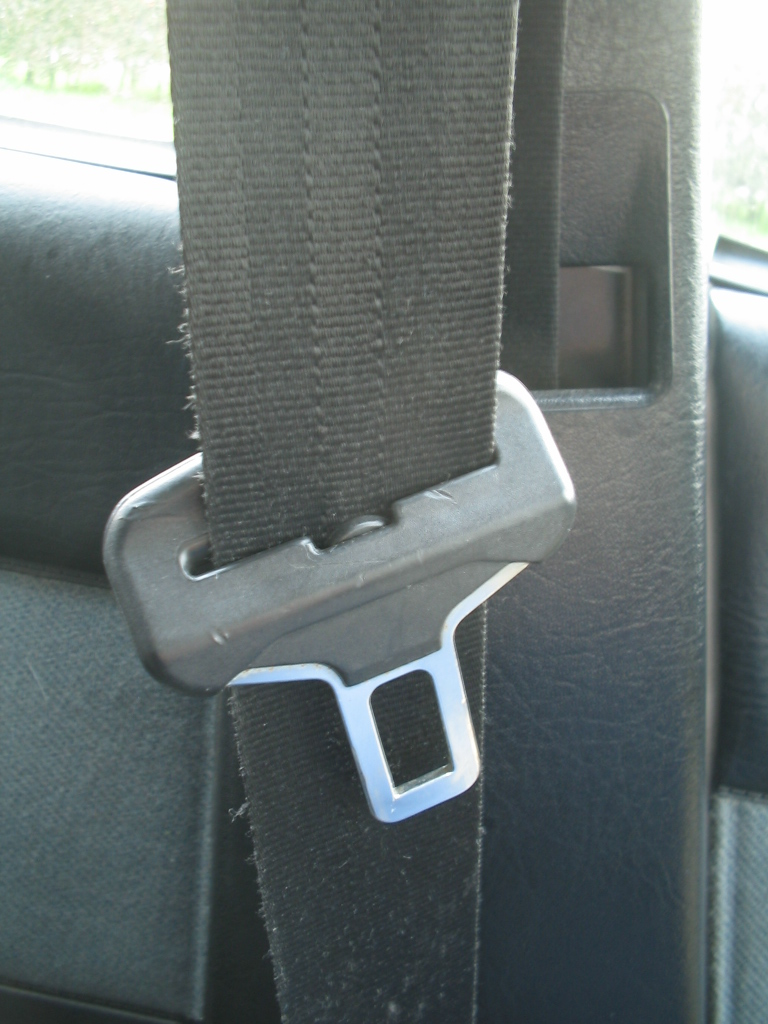
Hebilla de cinturón de seguridad de tres puntos colgando del pilar B de un automóvil.

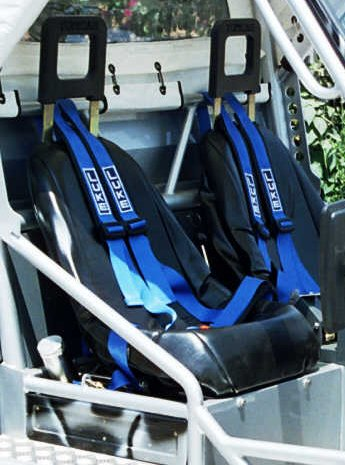
Arneses en un vehículo de ocio

### Cinturón de dos puntos
Es el que se coloca sobre las caderas del pasajero. Se lo sigue utilizando principalmente en los aviones y en los autobuses. Se le ha criticado por causar la separación de la espina lumbar, causando a veces parálisis (conocida como "síndrome del cinturón de seguridad").

### Cinturón de 3 puntos
- Fue en los años 40, cuando el primer automóvil con sistemas desarrollados para minimizar los daños en accidentes. El Volvo PV 444 incorporaba parabrisas laminado, y una carrocería con una estructura preparada contra impactos.

- El cinturón de seguridad de 3 puntos, apareció en el siguiente modelo de la casa sueca, el Amazon. Este disponía del novedoso sistema de retención personal instalado de serie. La marca había decidido instalar este sistema en todos sus modelos. Desde entonces se ha convertido en el sistema de seguridad más efectivo, siendo el resto de los que se han ido desarrollando, pensados para complementar su eficacia.

- Un modelo posterior de Volvo, el 140, que salió al mercado en el año 1966,sorprendió al incorporar los primeros sistemas complementarios de seguridad pasiva. Equipada un sistema de frenos más eficaz, de doble circuito. La estructura del habitáculo estaba reforzada, creando una célula de seguridad, y además disponía de zonas deformables en el frontal y la zaga, creadas para absorber la energía de la colisión. Asimismo, su volante se deformaba en caso de impacto, una absoluta novedad en una época donde los volantes de dirección eran rígidos y no estaban creados para otra cosa que no fuese el manejo de la dirección del vehículo.

Incluyen un cinturón en la falda y otro que va de un punto de anclaje en el primero a otro punto por sobre el hombro del pasajero. Este cinturón fue inventado por el ingeniero de Volvo Nils Bohlin (1920-2002). Los primeros coches en montarlo de serie fueron los Volvo de 1959.

### Cinturón de 4 puntos
Usualmente este tipo de cinturón se encuentra en los arneses, este tiene un parecido con el de cinco puntos pero sin sujeción entre las piernas, de igual manera es de seguridad, pero un poco más avanzada.

### Arnés de cinco puntos
Más restrictivos, se suelen utilizar en sillas para niños y en automóviles de competición. La porción del regazo se conecta a un cinturón entre las piernas. Además hay dos cinturones por sobre ambos hombros, haciendo un total de cinco puntos de anclaje.
Se recomienda prolongar el uso de las sillas a contramarcha todo lo posible debido a que el arnés de cara a la marcha sujeta el cuerpo pero hace que toda la carga de tracción recaiga en el cuello, pudiendo provocar así lesiones como latigazo cervical u otras de carácter irreversible. 
Por eso, a pesar de que los pilotos de carreras utilizan este sistema de sujeción, lo complementan con el Hans, unos broches que sujetan su casco al cabezal del asiento, evitando así que los frenazos bruscos o impactos provoquen una lesión en el cuello, zona más desprotegida.

### Cinturón en X
Algunos fabricantes han experimentado con añadir un segundo cinturón adicional de dos puntos de apoyo que se cruzan formando una "X" con el cinturón convencional de tres puntos de apoyo.

### Cinturones automáticos

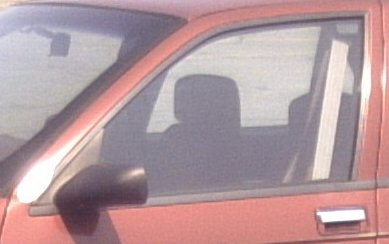
Cinturón automático en un Chevrolet de finales de los años 1980

En Estados Unidos, en la década de 1970, se empezaron a montar cinturones automáticos en muchos coches. Estos cinturones estaban sujetos a la puerta o al pilar B, requiriendo de mucha menos colaboración por parte del pasajero. 
Este diseño de cinturón fue una consecuencia de las leyes estadounidenses, que empezaron a exigir a los fabricantes la introducción de protecciones pasivas, esto es, de protecciones que no requieran de ninguna acción por parte de los usuario (los cinturones convencionales han de ser abrochados por el usuario, por lo tanto son protecciones activas).
No obstante, los cinturones automáticos estaban expuestos a fallos mecánicos (en el caso de los cinturones automáticos motorizados), y en algunos diseños el cinturón dejaba de ser efectivo si la puerta se abría como consecuencia de un accidente. Además, estos eran solo de dos puntos (no iba de un extremo de la cintura al otro y de ahí al hombro, sino que de cintura a hombro, es decir solo sostenía al pasajero cruzándose el cinturón sobre en forma diagonal), por lo tanto si el sistema era manual era más seguro, en especial si el auto estuviera equipado con bolsas de aire.
Se dejaron de utilizar casi por completo en la década de 1990, con la introducción masiva de la bolsa de aire; que es muy superior siempre que se use con el cinturón de seguridad colocado correctamente.

### Cinturones ergonómicos
También llamados soportes de espalda o cinturones abdominales", fueron usados originalmente en terapias médicas de rehabilitación.  Posteriormente, las fajas de seguridad han sido usadas por atletas en el levantamiento de pesas. Recientemente, se ha popularizado y existen en el mercado más de 70 tipos de cinturones.
En teoría, el cinturón es usado para reducir la fuerza sobre la espina dorsal, incrementar la presión abdominal, mantener alineada la espalda y reducir los esfuerzos mecánicos durante el levantamiento. También, para recordarle al trabajador el evitar malas posturas, levantar cargas pesadas, entre otros.
En respuesta al incremento de trabajadores que confían en los cinturones ergonómicos como elemento preventivo de lesiones por levantamiento de cargas, los Centros de Control y Prevención de Enfermedades, pertenecientes al Instituto Nacional de Salud y Seguridad Ocupacional de Estados Unidos, realizó entre abril de 1996 a abril de 1998 un estudio para determinar de manera estadística la efectividad de este elemento.
Dicho estudio no encontró evidencias que hagan recomendaciones de cinturones ergonómicos como medida de prevención de lesiones y dolor de espalda en pacientes que manipulan objetos pesados, en este se entrevistaron a 9377 empleados de 160 almacenes los cuales estaban encargados del manejo de carga.
Algunos de los resultados del estudio fueron:
- No hubo diferencia estadística significativa entre el porcentaje de enfermedades de espalda entre los trabajadores que usaron el cinturón todos los días (3.38 % casos) y los trabajadores que nunca lo usaron o lo usaron una o dos veces al mes (2.76 % de casos).
- No hubo diferencia estadística significativa entre los casos de dolor de espalda reportado por los trabajadores quienes usaron el cinturón cada día (17.1 %) y los casos de dolor de espalda reportado por los trabajadores que no lo usaron más de una o dos veces al mes (17.5 %).

Las conclusiones finales del estudio son:
- Los cinturones ergonómicos no deberían ser consideradas como equipo de protección personal.
- Los cinturones ergonómicos no deberían ser recomendados para su uso en situaciones ocupacionales.

El Instituto Nacional de Salud y Seguridad Ocupacional de Estados Unidos (NIOSH) basa sus conclusiones en los siguientes hallazgos:
- El uso de los cinturones ergonómicos puede producir esfuerzos al sistema cardiovascular.
- El uso de fajas de seguridad limita la movilidad y puede reducir la flexibilidad y elasticidad de los músculos y tendones, contribuyendo, potencialmente, a las lesiones de espalda.